# جاده ۸۵ (ایران)
جاده ۸۵ یا بزرگراه مهریز نی‌ریز ، جاده‌ای اصلی در ایران به طول ۳۳۲ کیلومتر می‌ باشد.

## مشخصات
این جاده با عنوان رسمی بزرگراه مهریز نی ریز یا جاده ۸۵ ایران یکی از ۱۰۰ جاده اصلی ایران است که ۳۳۲ کیلومتر طول دارد و دومین مسیر اصلی ارتباط استان فارس و یزد است. جمعا ۱۲۳ کیلومتر از مسیر به بزرگراه تبدیل و اجرای ۵۶ کیلومتر در دست احداث است. این جاده از طریق جاده ۸۶، مهریز را در استان یزد به نی‌ریز در استان فارس پیوند می‌دهد. احداث باند دوم بزرگراه از سال ۱۳۹۱ شروع شد.
- قطعه ۱ بزرگراه مهریز نی‌ریز در حد فاصل مهریز تا تنگ چنار به طول ۳۶ کیلومتر در حال احداث‌ است.
- قطعه ۲ و ۳ از تنگ چنار تا نزدیک مروست به طول ۱۰۳ کیلومتر به بزرگ‌راه تبدیل شده است و ۱۰ کیلومتر باقیمانده است.
- قطعه ۴ بزرگراه مهریز نی ریز به طول ۱۵ کیلومتر حدفاصل مروست تا هرابرجان مطالعات آن تکمیل و در حال پیگیری برای تخصیص بودجه است.
- قطعه ۵ باند دوم از روستای هرابرجان تا شهر هرات به طول ۲۸ کیلومتر در مراحل پایانی احداث می باشد که ۱۰ کیلومتر آن در خرداد ماه ۱۴۰۳ افتتاح شد.[۴][۵]

- قطعه ۶ بزرگراه حدفاصل هرات چاهک به طول ۲۸ کیلومتر نیز در حال مطالعه طرح توجیهی است.
- قطعه ۷ بزرگراه مهریز نی‌ریز از چاهک تا شهر مشکان به طول ۳۶ و قطعه ۸ از مشکان تا کارخانه سیمان سفید نی‌ریز در استان فارس به طول ۳۵ کیلومتر که عقب ترین قسمت است و تاکنون اقدامی انجام نشده است.

همچنین از نی‌ریز تا کارخانه سیمان سفید واقع در سه راهی مشکان به طول ۳۰ کیلومتر (مشترک با بزرگراه نی ریز سیرجان) به بزرگراه تبدیل شده است.
صباغیان نماینده مهریز ذکر کرده اند تاکنون دوبار وزیر راه و شهرسازی سابق و فعلی در مورد ضرورت دوبانده شدن این محور دستور داده است.  همچنین در سال ۹۴ با حضور آخوندی وزیر راه و شهرسازی وقت در شهر مشکان نی‌ریز کلنگ جاده جدید نی ریز مشکان به عنوان بخشی از بزرگراه هم به زمین زده شد.